# كيفن وايتهيد
كيفن وايتهيد (بالإنجليزية: Kevin Whitehead)‏ هو مؤلف أمريكي، ولد في 1952.

## وصلات خارجية
- كيفن وايتهيد على موقع ميوزك برينز (الإنجليزية)
- كيفن وايتهيد على موقع أول ميوزيك (الإنجليزية)
- كيفن وايتهيد على موقع ديسكوغز (الإنجليزية)